# میدان فلسطین

میدان فلسطین (کاخ) تهران

میدان فلسطین (میدان کاخ سابق) از میدان‌های قدیمی تهران محسوب می‌شود. این میدان در محل برخورد خیابان طالقانی و خیابان فلسطین قرار دارد. نام این میدان پیش از این میدان کاخ بوده است.
معمولاً تجمعات و مراسم‌هایی که در حمایت از مردم فلسطین و لبنان می‌باشد در این میدان برگزار می‌شود. مسجد امام صادق که در سال ۱۳۸۶ افتتاح شد در ضلع جنوب غربی این میدان قرار دارد.